# Temporada de furacões no oceano Atlântico de 1965
A temporada de furacões no Atlântico de 1965 foi a primeira a usar os limites modernos para uma temporada de furacões no Atlântico, que são 1 de junho a 30 de novembro. Essas datas delimitam convencionalmente o período de cada ano em que a maioria dos ciclones tropicais forma-se na bacia do Atlântico. Foi uma temporada ligeiramente abaixo da média, com 10 ciclones tropicais se desenvolvendo e atingindo a intensidade da tempestade tropical. Quatro das tempestades se transformaram em furacões. Um sistema atingiu a maior intensidade de furacão - Categoria 3 ou mais na escala de furacões de Saffir-Simpson. O primeiro sistema, uma tempestade tropical sem nome, se desenvolveu durante o mês de junho no sul do Golfo do México. A tempestade moveu-se para o norte na América Central, mas não causou nenhum impacto conhecido na região. Ele atingiu o Panhandle da Flórida e causou um impacto mínimo em grande parte do sul dos Estados Unidos. A ciclogênese tropical parou por mais de dois meses, até que Anna se formou em 21 de agosto. A tempestade permaneceu bem longe da terra no extremo norte do Oceano Atlântico e não causou impacto.
O furacão Betsy foi a tempestade mais forte e devastadora da temporada. Danos extensos causados por Betsy foram relatados nas Bahamas, Flórida e Louisiana, particularmente na área de Nova Orleães. Foi o primeiro furacão na história dos Estados Unidos a resultar em pelo menos US$ 1 mil milhões (1965 USD) em perdas. O furacão Carol vagou pelo Atlântico oriental por mais de duas semanas, de meados de setembro até o início de outubro. O impacto de Carol na terra foi mínimo. No final de setembro, a tempestade tropical Debbie se desenvolveu no noroeste do Caribe e se espalhou lentamente pela região, antes de chegar ao Golfo do México. A tempestade se dissipou perto da costa da Luisiana, o que resultou em apenas um impacto menor ao longo da costa do Golfo dos Estados Unidos. O último ciclone tropical, o furacão Elena, formou-se em 12 de outubro. Elena permaneceu no mar por quase uma semana e não causou danos em terra. Coletivamente, as tempestades da temporada de furacões no Atlântico de 1965 causou 76 fatalidades e $ 1,68 mil milhões em danos, quase inteiramente devido ao furacão Betsy.

## Resumo da temporada

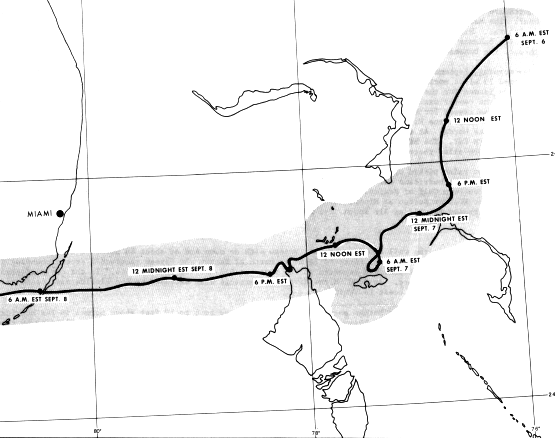
Um traçado detalhado do caminho do furacão Betsy pelas Bahamas até à costa da Flórida Keys

A temporada de furacões no Atlântico começou oficialmente em 1 de junho de 1965. Esta foi a primeira temporada de furacões no Atlântico a começar em 1 de junho e termina em 30 de novembro, que são os limites da temporada moderna. Um total de 13 formaram-se em depressões tropicais. Dez dessas depressões tropicais intensificaram-se em uma tempestade tropical, que foi um pouco abaixo da média de 1950-2005 da Administração Oceânica e Atmosférica Nacional Quatro dessas tempestades tropicais atingiram o status de furacão, ligeiramente abaixo da média de seis. Um furacão intensificou-se para um grande furacão, de categoria 3 ou superior na escala Saffir-Simpson. Isso estava um pouco abaixo da média de dois por temporada. No geral, os ciclones tropicais desta temporada causaram coletivamente cerca de US$ 1,68 mil milhões em danos e 76 mortes.
A atividade da temporada começou com o desenvolvimento de uma depressão tropical no Golfo do México em 11 de junho. Isso foi rapidamente seguido dois dias depois pela formação de uma tempestade tropical sem nome no sul do Golfo do México. No entanto, a temporada ficou adormecida por um breve período depois que a tempestade se tornou extratropical em 15 de junho,  e não houve outros ciclones tropicais em junho ou julho. O próximo sistema, uma depressão tropical, se formou em 8 de agosto, cerca de um mês e meio depois. O restante de agosto apresentou os furacões Anna e Betsy. Este último desenvolvido em 27 de agosto e eventualmente se tornou o ciclone tropical mais intenso da temporada de 1965, atingindo em 2 de setembro o pico como uma furacão de categoria 4 com ventos máximos sustentados de 230 km/h (140 mph). 
Embora Betsy existisse principalmente em setembro, o mês também apresentava quatro ciclones tropicais adicionais – uma tempestade tropical sem nome, o furacão Carol,  uma depressão tropical e, em seguida, Debbie. Em outubro, três sistemas tropicais se formaram, incluindo duas tempestades tropicais sem nome e o furacão Elena. O ciclone tropical final da temporada de 1965, uma tempestade tropical sem nome, se desenvolveu a partir de um ciclone anteriormente não tropical a nordeste das Pequenas Antilhas em 29 de novembro. A tempestade persistiu até o mês de dezembro, antes de se dissipar em 2 de dezembro. 
A atividade da estação foi refletida com uma classificação de energia ciclônica acumulada (ECA) de 88, que estava abaixo da média de 1950-2005 de 93,2. ECA é, em termos gerais, uma medida da força do furacão multiplicada pela duração de sua existência, portanto, tempestades que duram muito tempo, assim como furacões particularmente fortes, têm ECAs altos. É calculado apenas para alertas completos sobre ciclones tropicais com ventos superiores a 63 km/h (39 mph), que é a força da tempestade tropical.

## Sistemas

### Depressão tropical de junho
Uma depressão de baixa pressão atingiu o Golfo do México central em 10 de junho. O vale gerou uma área de baixa pressão, que se tornou uma depressão tropical em 11 de junho. A depressão moveu-se para noroeste e atingiu o Mississippi antes de se dissipar no dia seguinte.

### Tempestade tropical Um
Uma área de corte de baixa pressão desenvolvida a partir de uma depressão de cisalhamento no noroeste do Golfo do México em 9 de junho. A baixa causou o desprendimento de um distúrbio da zona de convergência intertropical, que estava localizada perto da costa sul da Guatemala. Depois de passar pela Guatemala e pelo México, a baixa emergiu no Golfo do México em 13 de junho. A baixa intensificou-se no dia seguinte, atingindo o status de tempestade tropical às 06h00 UTC. Provavelmente foi uma tempestade subtropical, no entanto, a falta de dados de satélite consistentes impede tal classificação. Operacionalmente, o sistema foi considerado uma depressão tropical em toda a sua duração, portanto, ficou sem nome. A tempestade começou a curvar-se para nordeste e no início de 15 de junho, atingiu o pico com ventos de 97 km/h (60 mph).
Às 11:00 UTC em 15 de junho, a tempestade atingiu a costa perto da Praia de Santa Rosa, Flórida, com a mesma intensidade. No interior, a tempestade continuou na direção nordeste e tornou-se extratropical na Carolina do Sul às 0000 UTC em 16 de junho. As marés de tempestade ao longo da costa do Panhandle da Flórida foram de 0.91–1.22 m (3–4 ft) acima do normal. A tempestade trouxe ventos sustentados de 80 to 97 km/h (50 to 60 mph) com rajadas de até 121 km/h (75 mph) em Alligator Point. Os ventos sopraram o telhado de duas casas de praia na Ilha de St. George, enquanto as marés afundaram ou levaram para a costa vários pequenos barcos. A tempestade também produziu chuvas de até 222 mm (8.75 in) em Wewahitchka. Estradas escorregadias em Tallahassee resultaram em vários acidentes de carro, mas nenhum ferido ocorreu. As chuvas também causaram inundações nas ruas do bairro de Inglewood, em Tallahassee, forçando a evacuação de duas famílias. Dois tornados foram gerados na Flórida, com um danificando casas e uma casa móvel em Live Oak. A tempestade também trouxe chuvas para vários outros estados.

### Depressão tropical de agosto
Uma onda tropical se aproximou das Ilhas de Sotavento em 6 de agosto. Dois dias depois, um navio a leste das ilhas relatou ventos de 56 km/h (35 mph) cerca de 56 km (35 mi) longe do centro da onda tropical, indicando a presença de uma circulação fechada e, portanto, formada numa depressão tropical. A depressão emergiu no leste do Caribe e depois dissipou-se rapidamente.

### Furacão Anna
Uma circulação fraca foi notada pelo satélite de observação infravermelho da televisão (TIROS) perto de Cabo Verde em 16 de agosto. Durante os cinco dias seguintes, o sistema seguiu na direção oeste-noroeste ou noroeste, enquanto as condições gradualmente se tornaram favoráveis para a ciclogênese tropical. Às 06:00 UTC em 21 de agosto, estima-se que o sistema tenha se tornado a tempestade tropical Anna. Enquanto Anna estava seguindo na direção norte-nordeste em 23 de agosto, uma característica ocular apareceu no TIROS. Depois que outra aeronave relatou um olho em seu radar, Anna foi atualizada para um furacão mais tarde naquele dia. No início de 24 de agosto, Anna atingiu ventos sustentados máximos de 169 km/h (105 mph) enquanto acelerava para nordeste. Anna começou a perder características tropicais e, no início do dia seguinte, fez a transição para uma tempestade extratropical a meio caminho entre os Açores e a Gronelândia.

### Furacão Betsy
Um distúrbio tropical evoluiu para uma depressão tropical em 27 de agosto, enquanto bem a leste das Ilhas de Barlavento. Seguiu geralmente na direção oeste-norte até cruzar as Ilhas de Sotavento em 28 de agosto. No dia seguinte, a depressão intensificou-se para a tempestade tropical Betsy, pouco antes de atingir Saint Martin e Anguila. Betsy continuou a intensificar-se após ressurgir no Atlântico ocidental, tornando-se um furacão em 1 de setembro. Depois de executar um breve ciclo ciclônico, a tempestade virou para oeste. Mais tarde em 1 e 2 de setembro, Betsy intensificou-se rapidamente e atingiu o pico como uma furacão de categoria 4 com ventos de 230 km/h (140 mph). No entanto, a tempestade voltou para a intensidade de categoria 3 no dia seguinte. Em 5 de setembro, Betsy executou outro loop ciclônico a nordeste das Bahamas e caiu para o nível mais baixo da intensidade de categoria 1 por volta das 0000 UTC em 6 de setembro. A tempestade oscilou entre as categorias 2 e 3 conforme se dirigia para sudoeste e depois para oeste no dia seguinte, passando sobre ou perto de várias ilhas das Bahamas, incluindo Grande Abaco e Andros. A tempestade produziu ventos muito fortes e mar agitado nas Bahamas, com uma rajada de vento de pico de 286 km/h (178 mph) em Hope Town. Betsy causou uma fatalidade e aproximadamente $ 14 milhões em danos no grupo de ilhas, principalmente para a agricultura e colheitas.
No início de 8 de setembro, Betsy atingiu a costa perto de Tavernier, Flórida, como uma furacão de categoria 3. No sul da Flórida, a tempestade trouxe fortes ventos e ondas significativas. A água atingiu vários metros de altura na parte superior de Florida Keys, inundando estradas e o rés do chão dos edifícios. Quase todas as terras ao sul da Base Aérea de Homestead e a leste da Rota 1 dos EUA foram cobertas por água. Foram 8 mortes e $ 120 milhões em perdas, que incluíam propriedade e agricultura. Betsy entrou no Golfo do México no final de 8 de setembro e reforçou-se em um furacão de categoria 4 em 10 de setembro, atingindo um pico secundário com ventos de 210 km/h (130 mph). No entanto, a intensificação foi interrompida depois que Betsy atingiu o continente em Grand Isle, Louisiana, por volta das 0400 UTC. Na Luisiana, ventos fortes e mar agitado causaram danos extensos. Uma maré de tempestade inundou os diques em Nova Orleães, inundando grande parte da cidade. Em todo o estado, mais de 22.000 casas foram danificadas ou destruídas, e 168.000 as pessoas ficaram sem eletricidade. A tempestade causou mais de 17.000 lesões e resultou em 58 mortes. Danos no estado da Luisiana chegaram a US$ 1,2 mil milhões. Uma vez no interior, a tempestade virou para nordeste e enfraqueceu rapidamente, tornando-se um ciclone extratropical sobre o Tennessee em 11 de setembro. O impacto em outros estados variou de leve a moderado. No geral, Betsy causou cerca de US$ 1,43 mil milhões em danos e 76 fatalidades. Betsy foi o primeiro furacão nos Estados Unidos a causar pelo menos US$ 1 mil milhões em danos.

### Tempestade tropical Quatro
Uma frente fria moveu-se para o leste da América do Norte para o oeste do Oceano Atlântico em 28 de agosto. Uma baixa extratropical desenvolveu-se em 31 de agosto sobre o Atlântico Norte, que degenerou em vale três dias depois. Em 4 de setembro, outra tempestade extratropical desenvolveu-se, localizada a cerca de 1,300 km (800 mi) ao sul de Terra Nova. O sistema atingiu ventos fortes um dia depois e virou para oeste em 6 de setembro, orientado por uma crista em construção ao norte. Em 7 de setembro, a tempestade mudou para uma tempestade tropical, depois que seu campo de vento tornou-se mais simétrico. Mais tarde naquele dia, a tempestade atingiu ventos de 97 km/h (60 mph), registados por navios próximos. A tempestade se voltou para o leste e nordeste, cruzando seu antigo caminho. Em 10 de setembro, a tempestade tropical novamente mudou para uma tempestade extratropical, que mais tarde passou a sudeste da Terra Nova. A tempestade atravessou o norte do Oceano Atlântico, dissipando-se em 13 de setembro a sudoeste da Irlanda.

### Furacão Carol
Uma onda tropical emergiu no Atlântico da costa oeste da África em 15 de setembro, e evoluiu para uma depressão tropical no início do dia seguinte. Ele seguiu continuamente para o oeste e fortaleceu-se na tempestade tropical Carol no final de 17 de setembro. A tempestade começou a se curvar para noroeste no dia seguinte. Operacionalmente, as recomendações não foram iniciadas até às 1900 UTC em 19 de setembro, após os ventos já terem atingido 80 km/h (50 mph). Carol então diminuiu a velocidade e começou a virar para o norte. Mais tarde em 20 de setembro, um voo de reconhecimento da Marinha confirmou uma circulação e também mediu ventos com força de furacão. Assim, Carol foi atualizado para um furacão às 1800 UTC em 20 de setembro.
Em 21 de setembro, outro avião sobrevoou a tempestade e registou uma pressão mínima de 974 mbar (28.8 inHg), o mais baixo em relação a Carol. O furacão depois desacelerou em 22 de setembro. Entre 24 de setembro e 28 de setembro, a tempestade derivou e executou um pequeno ciclo ciclônico e flutuando do status de tempestade tropical para intensidade de categoria 1 e de volta à tempestade tropical sem se fortalecer durante esse tempo. Depois de virar para o nordeste, Carol voltou a intensificar-se num furacão em 25 de setembro. Ao passar a noroeste dos Açores, uma estação meteorológica na Ilha do Corvo relatou uma velocidade de vento sustentada de 103 km/h (64 mph) e uma rajada de até 130 km/h (80 mph). A tempestade fez uma curva de leste-sudeste, enfraqueceu e fez a transição para um ciclone extratropical enquanto estava localizada ao norte dos Açores em 30 de setembro. Os remanescentes de Carol viraram para sudeste e depois para o sul antes de se dissiparem perto das Ilhas Canárias em 3 de outubro.

### Depressão tropical de setembro
Em 21 de setembro, uma área extratropical de baixa pressão desenvolveu-se no final de uma frente fria sobre o centro-oeste do Atlântico. A baixa perdeu gradualmente as características frontais e adquiriu uma estrutura mais simétrica, tornando-se uma depressão tropical ao norte das Bermudas em 24 de setembro. Curvando para nordeste, a depressão degenerou para um ciclone extratropical em 26 de setembro e uma frente fria diferente o absorveu no dia seguinte.

### Tempestade tropical Debbie
Uma área de baixa pressão no noroeste do Mar do Caribe desenvolveu-se em uma depressão tropical em 24 de setembro. A depressão trouxe fortes chuvas localmente para áreas das Honduras, enquanto seguia para o noroeste. Apesar dos ventos de apenas 48 km/h (30 mph), o Miami Weather Bureau a nomeou prematuramente a depressão de Debbie às 1600 UTC em 25 de setembro. Várias horas depois, Debbie atingiu o nordeste da Península de Iucatã. Depois de emergir no Golfo do México no início de 26 de setembro, a tempestade foi descrita como "mais fraca do que antes", pois a atividade convectiva não indicava nenhuma organização. No entanto, Debbie começou a fortalecer-se, atingindo o status de tempestade tropical no final de 27 de setembro.
Após atingir o pico com ventos de 97 km/h (60 mph) no final de 28 de setembro, ar mais frio e seco fez com que a tempestade enfraquecesse. Debbie era uma tempestade tropical mínima em 29 de setembro e atingiu a costa em Porto Fourchon, Louisiana, com ventos de 64 km/h (40 mph) às 20:00 UTC. A tempestade rapidamente enfraqueceu para uma depressão tropical e se dissipou no início do dia seguinte. Apesar do enfraquecimento significativo antes da chegada a terra (landfall), Debbie trouxe fortes precipitações, especialmente em Mobile, Alabama, onde um recorde de chuva de 24 horas foi quebrado após cair 428 mm (16.85 in). Na cidade de Mobile, centenas de carros foram inundados, enquanto mais de 200 as pessoas fugiram de suas casas inundadas. Muitas estradas e negócios também foram fechados na área. Danos apenas em Mobile chegaram a US$ 25 milhões. A precipitação foi relatada em sete outros estados, embora nenhum impacto significativo tenha ocorrido.

### Tempestade tropical Sete
Em 25 de setembro, uma frente fria emergiu no oeste do Oceano Atlântico e estagnou. Uma tempestade extratropical desenvolveu-se ao longo da frente em 29 de setembro ao sudeste das Carolinas. A tempestade moveu-se rapidamente na direção leste-nordeste e rapidamente intensificou-se para quase a intensidade de um furacão. Em 30 de setembro, a tempestade passou ao norte das Bermudas, produzindo ventos de 64 km/h (40 mph). Em 1 de outubro, o sistema inverteu a sua trajetória, enfraqueceu ligeiramente e tornou-se mais simétrico. Em 2 de outubro, com base em relatórios de navios próximos, os ventos mais fortes foram localizados perto do centro de circulação. Com base nas observações, o projeto de reanálise do furacão Atlântico estimou que o sistema fez a transição para uma tempestade tropical neste dia, embora a tempestade pudesse ter sido um ciclone subtropical. Naquela época, ventos máximos sustentados foram estimados em 97 km/h (60 mph). A tempestade moveu-se para o norte e nordeste à frente de uma frente fria. Em 3 de outubro, a frente absorveu a tempestade.

### Furacão Elena
As imagens do TIROS indicaram uma circulação muito fraca perto de 12° N, 40° W em 11 de outubro. Os relatórios dos navios no dia seguinte indicaram uma circulação um pouco mais organizada. Como resultado, estima-se que a depressão tropical final da temporada às 1200 UTC em 12 de outubro, estando localizado a meio caminho entre Cabo Verde e as Ilhas de Sotavento. Inicialmente, a depressão permaneceu desorganizada enquanto seguia para noroeste. No entanto, no início de 14 de outubro, a depressão fortaleceu-se na Tempestade Tropical Elena. A tempestade continuou a intensificar-se enquanto se dirigia para noroeste, antes de virar para nordeste no final de 16 de outubro Elena tornou-se uma furacão de categoria 1 às 12:00 UTC em 17 de outubro e, em seguida, atingiu o status de categoria 2 no início do dia seguinte. Por volta das 12:00 UTC, Elena atingiu o seu pico de intensidade com ventos máximos sustentados de 180 km/h (110 mph) e uma pressão barométrica mínima de 977 mbar (28.9 inHg). Às 06:00 UTC em 19 de outubro, a tempestade fundiu-se com uma frente fria que se aproximava perto dos Açores. Os remanescentes moveram-se rapidamente para o norte-nordeste até se dissiparem perto da Islândia em 20 de outubro.

### Tempestade tropical Nove
Em 15 de outubro um cavado persistiu ao longo do sudeste dos Estados Unidos. Um dia depois, uma depressão tropical formou-se ao longo da depressão perto do noroeste das Bahamas. O sistema rapidamente se intensificou em uma tempestade tropical; devido à sua grande circulação, a tempestade foi potencialmente um ciclone subtropical. A tempestade moveu-se no sentido anti-horário - sudeste no início e, eventualmente, curvando-se para oeste-sudoeste. Em 18 de outubro, o voo dos caçadores de furacões relatou ventos máximos sustentados de 105 km/h (65 mph). Às 15:00 UTC naquele dia, a tempestade atingiu o continente no pico de intensidade perto de Flagler Beach, Flórida. Ele enfraqueceu rapidamente ao cruzar o estado e se dissipou no dia seguinte no leste do Golfo do México. A tempestade, em conjunto com um sistema de alta pressão sobre a Nova Inglaterra, produziu ventos fortes nas Carolinas.
O cavado precursor associado a este ciclone causou fortes chuvas na área metropolitana de Miami. A marina da Bahia Mar em Fort Lauderdale registou 642 mm (25.28 in) de precipitação, enquanto pelo menos 250 mm (10 in) de chuva caiu em uma área de formato aproximadamente triangular delimitada por Loxahatchee, West Palm Beach e Hollywood. As enchentes inundaram e danificaram muitas estradas em todo o sudeste da Flórida. Estima-se que 75% das safras no leste do Condado de Palm Beach foram perdidas, o equivalente a aproximadamente US$ 4,5 milhões em danos. Depois que o sistema se tornou uma tempestade tropical e se aproximou da costa da Flórida, avisos de vendaval foram emitidos de Cabo Canaveral, Flórida, para o Cabo Hatteras, Carolina do Norte. Rajadas de vento perto de 80 km/h (50 mph) foram registados perto de Jacksonville. A tempestade causou vários cortes de eletricidade na área de Jacksonville, mas deixou poucos danos.

### Tempestade tropical Dez
Uma frente fria saiu da costa leste dos Estados Unidos em 22 de novembro, e mudou-se para o leste. Uma tempestade extratropical se desenvolveu ao longo da frente em 26 de novembro, localizada a nordeste das Pequenas Antilhas. A tempestade moveu-se para nordeste, executou um pequeno loop e aumentou ligeiramente. Gradualmente, a estrutura da tempestade tornou-se mais simétrica e, em 29 de novembro, o sistema fez a transição para uma tempestade tropical. Naquela época, a tempestade tinha ventos de pico de 80 km/h (50 mph), e estava se movendo para o sul. Em 1 de dezembro, a tempestade enfraqueceu para uma depressão tropical e, no mesmo dia, a trilha mudou para oeste. Em 2 de dezembro, a depressão se dissipou.

## Nomes de tempestade
Os nomes a seguir foram usados para tempestades nomeadas (tempestades tropicais e furacões) que se formaram no Atlântico Norte em 1965. O nome Betsy foi aposentado mais tarde. Carol foi removida da lista de nomes por 10 anos após o furacão Carol de 1954. Foi então aposentado retroativamente por causa do furacão de 1954, não da tempestade de 1965. Eles foram substituídos por Blanche e Camille para uso na temporada de 1969. Os nomes que não foram atribuídos são marcados em cinzento.
| - Anna - Betsy - Carol - Debbie - Elena - Frances (sem usar) - Gerda (sem usar) | - Holly (sem usar) - Inga (sem usar) - Jenny (sem usar) - Kara (sem usar) - Laurie (sem usar) - Martha (sem usar) - Netty (sem usar) | - Orva (sem usar) - Peggy (sem usar) - Rhoda (sem usar) - Sadie (sem usar) - Tanya (sem usar) - Virgy (sem usar) - Wenda (sem usar) |

## Efeitos sazonais
A tabela a seguir lista todas as tempestades que se formaram na temporada de furacões no oceano Atlântico de 1965. Inclui sua duração, nomes, ocorrência (s) (entre parênteses), danos e totais de mortes. As mortes entre parênteses são adicionais e indiretas (um exemplo de morte indireta seria um acidente de trânsito), mas ainda estavam relacionadas a essa tempestade. Danos e mortes incluem totais enquanto a tempestade era extratropical, uma onda ou uma baixa, e todos os números de danos são em USD de 1965.

| Escala de Furacões de Saffir-Simpson |    |    |   |   |   |   |   |
| DT                                   | TS | TT | 1 | 2 | 3 | 4 | 5 |

| Sem número            | 11 de junho–12                 | Depressão tropical  | Desconhecido | Desconhecido | costa do Golfo dos Estados Unidos                                                       | Menor             | Nenhum |  |
| Um                    | 13 de junho–15                 | Tempestade tropical | 85 (50)      | 1005         | Guatemala, México, Sudoeste dos Estados Unidos                                          | Menor             | Nenhum |  |
| Sem número            | 8 de agosto                    | Depressão tropical  | Desconhecido | Desconhecido | Nenhum                                                                                  | Nenhum            | Nenhum |  |
| Anna                  | 21 de agosto–25                | Furacão categoria 2 | 165 (105)    | 976          | Nenhum                                                                                  | Nenhum            | Nenhum |  |
| Betsy                 | 27 de agosto – 12 de setembro  | Furacão categoria 4 | 220 (140)    | 942          | Pequenas Antilhas, Bahamas, costa do Golfo dos Estados Unidos, Leste dos Estados Unidos | $1,43 mil milhões | 76     |  |
| Quatro                | 7 de setembro–9                | Tempestade tropical | 95 (60)      | 991          | Nenhum                                                                                  | Nenhum            | Nenhum |  |
| Carol                 | 16 de setembro–30              | Furacão categoria 1 | 150 (90)     | 974          | Açores                                                                                  | Nenhum            | Nenhum |  |
| Sem número            | 24 de setembro–26              | Depressão tropical  | Desconhecido | Desconhecido | Nenhum                                                                                  | Nenhum            | Nenhum |  |
| Debbie                | 24 de setembro–30              | Tempestade tropical | 95 (60)      | 993          | Honduras, México, costa do Golfo dos Estados Unidos                                     | $25 milhões       | Nenhum |  |
| Sete                  | 2 de outubro–3                 | Tempestade tropical | 95 (60)      | 993          | Nenhum                                                                                  | Nenhum            | Nenhum |  |
| Elena                 | 12 de outubro–19               | Furacão categoria 2 | 175 (110)    | 977          | Nenhum                                                                                  | Nenhum            | Nenhum |  |
| Nove                  | 16 de outubro–19               | Tempestade tropical | 100 (65)     | 1004         | Bahamas, Flórida                                                                        | Desconhecido      | Nenhum |  |
| Dez                   | 29 de novembro – 2 de dezembro | Tempestade tropical | 85 (50)      | 999          | Nenhum                                                                                  | Nenhum            | Nenhum |  |
| Agregado da temporada |                                |                     |              |              |                                                                                         |                   |        |  |
| 13 sistemas           | 11 de junho – 2 de dezembro    |                     | 220 (140)    | 942          |                                                                                         | $1,68 mil milhões | 76     |  |